# إيبيفانيو غونزاليس
إيبيفانيو غونزاليس (بالإسبانية: Epifanio González)‏ هو لاعب كرة قدم ومدرب كرة قدم وحكم كرة قدم باراغواياني، ولد في 19 يناير 1958 في أسونسيون في باراغواي.

## وصلات خارجية
- إيبيفانيو غونزاليس على موقع Soccerway.com (الإنجليزية)